# Грант Тернер (плавець)
Грант Тернер (англ. Grant Turner, 11 березня 1989) — британський плавець.
Учасник Олімпійських Ігор 2012 року.